# Dasiops bennetti
Dasiops bennetti är en tvåvingeart som beskrevs av Mcalpine 1964. Dasiops bennetti ingår i släktet Dasiops och familjen stjärtflugor. Inga underarter finns listade i Catalogue of Life.